# Archibald McMurdo
Archibald McMurdo (24 septembre 1812 - 26 mai 1894) a été un officier de la Royal Navy. Le détroit de McMurdo ainsi que la base antarctique McMurdo lui doivent son nom.

## Biographie
Le 6 octobre 1824, à l'âge de 12 ans, McMurdo rejoint la marine. Il a atteint le grade de lieutenant en 1836, commandant en 1843, et capitaine en 1851.
Sa carrière comprend deux expéditions de découverte à bord du HMS Terror, le premier au nord de la Baie d'Hudson, la deuxième en Antarctique avec James Clark Ross. Au cours de cette dernière mission, appelée Expédition Erebus et Terror le détroit de McMurdo a été découvert et baptisé en son honneur.
McMurdo commanda le HMS Contest en 1846, navire qui détailla la côte de l'Afrique de l'Ouest.
Il a pris sa retraite au grade de vice-amiral.